# Elisabeth
Elisabeth je rakouský muzikál autorů Michaela Kunze a Sylvestera Levaye, který započal éru moderního německy mluvícího muzikálového divadla[zdroj⁠?!]. Jde o příběh rakouské císařovny Alžběty Bavorské, manželky Františka Josefa I. Premiéra se odehrála v roce 1992 na prknech Theater an der Wien ve Vídni, v hlavní roli se představila Pia Douwes.
Kunze, rodák z Prahy, zakomponoval do děje hlavně výrazný motiv lásky Elisabeth a Smrti. Tento motiv byl výrazněji rozvit v japonských adaptacích, kterých vzniklo několik, nejznámější jsou tzv. Takarazuka productions. V těchto verzích byly přidány určité písně a dialogy.
V němčině má smrt (Der Tod) mužský rod, proto je zde Smrt jako postava prezentována v mužském rodě.
Premiéra české verze proběhla dne 30. listopadu 2019 v plzeňském Divadle Josefa Kajetána Tyla v překladu Michaela Prostějovského a režii Lumíra Olšovského.  Hlavní roli v alternaci ztvárnily Soňa Hanzlíčková Borková a Michaela Gemrotová.

## Historie muzikálu
Největší slávy Elisabeth dosáhla ve Vídni, kde se hrála v letech 1992-1994, 1996-2001, 2003-2005 a 2012-2014. Do Vídně se muzikál vrátil ještě v letech 2019, 2022, 2023 a 2024 v koncertní verzi na nádvoří paláce Schönbrunn.
Kromě Vídně se Elisabeth představila publiku v Německu, Maďarsku, Finsku, Švédsku, Švýcarsku, Holandsku, Japonsku, Belgii, Litvě a Jižní Koreji. V letech 2008-2010, 2011-2012 a 2014-2016 proběhla evropská turné. V roce 2007 zavítala původní německojazyčná verze Elisabeth do Japonska, v letech 2014 a 2024 do Číny.

## Dějová zápletka
Příběh začíná pomyslným soudem nad Luigim Luchenim, vrahem Elisabeth. Elisabeth je od mladých let vychovávána nedbale vůči svému postavení, chce žít ve svobodě a věnovat se svým koníčkům – četbě básní Heinricha Heina, psaní básní podle jeho vzoru a jízdě na koni. Když spadne z cirkusové hrazdy, poprvé se setká se Smrtí. Smrt, v podobě krásného mladého muže se do Elisabeth zamiluje a nepřestane ji pronásledovat.
Elisabeth se v Ischlu seznámí s císařem Františkem Josefem a vezme si ho. Přízrak Smrti ji však neustále pronásleduje. Má špatný vztah s tchyní a zároveň tetou Žofií (dále jako Sophie). Ta ji odebere děti a vychovává je sama. Kvůli přísné výchově syna Rudolfa napíše Elisabeth ultimátum, na které František přistoupí a Rudolfova výchova se zmírní. Z Elisabeth se stává čím dál krásnější žena a Smrt ji tím více chce. Elisabeth je ale věrná Františkovi, který jí celý život věrně miluje.
Dojde k Rakousko-Uherskému vyrovnání a Elisabeth je v Maďarsku oslavována. Připadá si ale stále víc sama. Její syn Rudolf dospívá, ale ona nemá sílu se podílet na jeho výchově. Elisabeth stárne a objevují se nemoce. Její syn Rudolf s ní chce navázat bližší vztah, protože už dospěl, Elisabeth však dbá jen sama o sebe. Rudolf je Smrtí sveden k sebevraždě. Až pozdě si Elisabeth uvědomí, že ztratila syna. Chce zemřít, ale Smrt, který po ní celou dobu toužil už jí nechce. František stále Elisabeth miluje a chce při ní stát. Při výletě do Ženevy probodne Elisabeth italský anarchista Luigi Lucheni Elisabeth pilníkem a ona umírá. Nakonec se konečně setkává se Smrtí a konečně může být tím, kým chtěla.

## Hlavní postavy
- Elisabeth (Alžběta), rakouská císařovna
- Mladá Elisabeth – objevila se v některých verzích muzikálu (koncertní verze 2022 a 2023, Kecskemét 2021, Segedín 2023, Ostrava 2024)
- Smrt, milenec Elisabeth
- Luigi Lucheni, vrah Elisabeth
- Císař František Josef, manžel Elisabeth
- Arcivévodkyně Sophie (Žofie), tchyně Elisabeth
- Arcivévoda Rudolf, syn Elisabeth
- Arcivévoda Rudolf jako dítě
- Vévoda Max Bavorský, otec Elisabeth
- Vévodkyně Ludovika, matka Elisabeth
- Frau Wolf, majitelka nevěstince – obvykle to bývá dvojrole s Ludovikou

## Muzikalové scény
Podoba muzikálu v průběhu let vyvíjí a mění. Zde uvedený scénosled je z vídeňské verze 2003-2005.
1. dějství
- Prolog – všichni
- Wie Du – Elisabeth, Max
- Schön, euch alle zu sehn – Ludovika, company
- Schwarze Prinz – Elisabeth, Smrt
- Jedem gibt er das Seine – Sophie, company
- So wie man denkt – Lucheni, Sophie, Ludovika, company
- Nichts ist schwer – Elisabeth, František
- Alle Fragen sind gestellt – company
- Sie Passt Nicht – Sophie, Max, company
- Der letzte Tanz – Smrt
- Eine Kaiserin muss glänzen – Sophie, Elisabeth, company
- Ich gehör nur mir – Elisabeth
- Die Ersten Vier Ehejahre – Lucheni, company
- Die Schatten werden länger (Preprise) – Smrt, Elisabeth
- Die fröhliche Apokalypse – Lucheni, company
- Kind oder nicht – Sophie, Rudolf jako dítě, company
- Elisabeth, mach auf mein engel – Elisabeth, František
- Elisabeth, sei nicht verzweifelt – Smrt
- Milch – Lucheni, company
- Uns’re Kaiserin soll sich wiegen – company
- Ich will dir nur sagen – František
- Ich gehör nur mir (Reprise) – František, Elisabeth, Smrt

2. dějství
- Kitsch! – Lucheni
- Eljen – company
- Wenn Ich Tanzen Will – Elisabeth, Smrt
- Mama, wo bist du? – Rudolf jako dítě, Smrt
- Nichts, nichts, gar nichts – Elisabeth
- Wir oder sie – Sophie, company
- Nur kein Genieren – Frau Wolf/Ludovika, company
- Die Maladie/Der Letzte Chance – Smrt, Elisabeth
- Bellaria – Sophie
- Rastlose Jahre – František, Rudolf, company
- Die Schatten werden länger – Rudolf, Smrt
- Vater Und Sohn – František, Rudolf
- Hass – company
- Wie Du (Reprise) – Elisabeth, Max
- Wenn ich dein Spiegel wär – Rudolf, Elisabeth
- Mayerlingwalzer – instrumental
- Totenklage – Elisabeth, Smrt
- Mein neues Sortiment – Lucheni, company
- Boote in der Nacht – František, Elisabeth
- Alle Fragen sind gestellt/An Deck Der Sinkenden Welt – František, company
- Der Schleier fällt – Smrt, Elisabeth, company

## Uvedení

### Rakousko
|                      | Vídeň 1992        | Vídeň 1996     | Vídeň 2003      | Vídeň 2012             | Elisabeth in concert 2019 | Elisabeth: 30 let - in concert 2022 | Elisabeth in concert 2023 | Elisabeth in concert 2024 |
| -------------------- | ----------------- | -------------- | --------------- | ---------------------- | ------------------------- | ----------------------------------- | ------------------------- | ------------------------- |
| Elisabeth            | Pia Douwes        | Maya Hakvoort  | Maya Hakvoort   | Annemeike van Dam      | Pia Douwes                | Maya Hakvoort                       | Maya Hakvoort             | Annemieke van Dam         |
| Mladá Elisabeth      |                   |                |                 |                        |                           | Abla Alaoui                         | Abla Alaoui               |                           |
| Smrt                 | Uwe Kröger        | Addo Kruizinga | Maté Kamarás    | Mark Seibert           | Mark Seibert              | Mark Seibert                        | Mark Seibert              | Gino Emnes                |
| Luigi Lucheni        | Ethan Freeman     | Bruno Grassini | Serkan Kaya     | Kurosch Abbasi         | David Jacobs              | David Jacobs                        | David Jacobs              | Riccardo Greco            |
| František Josef      | Viktor Gernot     |                | André Bauer     | Franziskus Hartenstein | Viktor Gernot             | André Bauer                         | André Bauer               | Armin Kahl                |
| Sophie               | Else Ludwig       | Else Ludwig    | Else Ludwig     | Daniela Ziegler        | Daniela Ziegler           | Daniela Ziegler                     | Daniela Ziegler           | Helen Schneider           |
| Rudolf               | Andreas Bieber    |                | Jesper Tydén    | Anton Zetterholm       | Lukas Perman              | Lukas Perman                        | Moritz Mausser            | Moritz Mausser            |
| Max                  | Wolfgang Pampel   |                | Dennis Kozeluh  | Christian Peter Hauser | Hans Neblung              | Hans Neblung                        | Hans Neblung              | Hans Neblung              |
| Ludovika / Frau Wolf | Christa Wettstein |                | Susanna Panzner | Carin Filipčić         | Patricia Nessy            | Katja Berg                          | Katja Berg                | Bettina Mönch             |

### Německo
V Německu měl muzikál premiéru 22. března 2001 v Essenu, kde se hrál do roku 2003. Tato verze se, společně s tou ve Stuttgartu, výrazně lišila od vídeňského originálu. Až v Berlíně se oba proudy opět sjednotily.
|                      | Essen 2001          | Stuttgart 2005      | Berlín 2008          | Turné 2009        | Turné 2011        | Turné 2015        |
| -------------------- | ------------------- | ------------------- | -------------------- | ----------------- | ----------------- | ----------------- |
| Elisabeth            | Pia Douwes          | Maike Boerdam       | Pia Douwes           | Annemeike van Dam | Annemeike van Dam | Roberta Valentini |
| Smrt                 | Uwe Kröger          | Olegg Vynnyk        | Uwe Kröger           | Oliver Arno       | Mark Seibert      | Mark Seibert      |
| Luigi Lucheni        | Carsten Lepper      | Carsten Lepper      | Bruno Grassini       | Bruno Grassini    | Kurosch Abbasi    | Kurosch Abbasi    |
| František Josef      | Michael Shawn Lewis | Ivar Helgasson      | Markus Pol           | Markus Pol        | Mathias Edenborn  | Maxmilian Mann    |
| Sophie               | Gabriele Ramm       | Susan Rigvava Dumas | Christa Wettstein    | Christa Wettstein | Betty Vermeulen   | Angelika Wedekind |
| Rudolf               | Jesper Tydén        | Martin Pasching     | Oliver Arno          | Thomas Hohler     | Oliver Arno       | Thomas Hohler     |
| Max                  | Claus Dam           | Michael Flöth       | Norbert Lamia        | Thomas Bayer      | Dennis Kozeluh    | Dennis Kozeluh    |
| Ludovika / Frau Wolf | Annika Bruhns       | Kaatje Dierks       | Maike Katrin Schmidt | Susanna Panzner   | Elissa Huber      | Caroline Sommer   |

### Nizozemsko
|                      | Scheveningen 1999     |
| -------------------- | --------------------- |
| Elisabeth            | Pia Douwes            |
| Smrt                 | Stanley Burleson      |
| Luigi Lucheni        | Wim van den Driessche |
| Franz Joseph         | Jeroen Phaff          |
| Sophie               | Doris Baaten          |
| Rudolf               | Addo Kruizinga        |
| Max                  | Nico Schaap           |
| Ludovika / Frau Wolf | Margot Giselle        |

### Maďarsko
Maďarská premiéra Elisabeth se uskutečnila v létě 1996 na letní scéně v Segedínu, na podzim poté na jevišti Budapešťského operetního divadla, kde se hrála až do roku 2014. Na segedínský divadelní festival se muzikál vrátil ještě v letech 2009 a 2023. Dále ho mohli maďarští diváci zhlédnout také v Miskolci (1999), Győru (2019) a Kecskemétu (2021).
|                      | Segedín / Budapešť 1996                             |
| -------------------- | --------------------------------------------------- |
| Elisabeth            | Kata Janza / Mónika Safár                           |
| Smrt                 | Tamás Mester / P. Szilveszter Szabó / Attila Németh |
| Luigi Lucheni        | Tamás Földes / Péter Forgács                        |
| František Josef      | Sándor Sasvári / Tibor Buch / Ádám Lux              |
| Sophie               | Piroska Molnár / Ildikó Hámori                      |
| Rudolf               | György Szomor / Zoltán Kiss                         |
| Max                  | Péter Marik                                         |
| Ludovika / Frau Wolf | Anikó Felföldi                                      |

### Česká republika
V České republice byl muzikál uváděn na Nové scéně Divadla Josefa Kajetána Tyla v Plzni od podzimu 2019 do června 2023. Na konci června 2022 byla Elisabeth součástí open-air festivalu Noc s operou v Amfiteátru Lochotín v Plzni. V červnu 2023 plzeňská Elisabeth hostovala na festivalu Dokořán v Brně.
Druhé české uvedení Elisabeth mělo svou premiéru 12. prosince 2024 na prknech Národního divadla moravskoslezského v Ostravě.
|                 | Plzeň 2019                                    | Ostrava 2024                                                        |
| --------------- | --------------------------------------------- | ------------------------------------------------------------------- |
| Elisabeth       | Soňa Hanzlíčková Borková / Michaela Gemrotová | Alžbeta Bartošová / Natálie Tichánková                              |
| Mladá Elisabeth |                                               | Veronika Boráková / Natálie Podškubková                             |
| Smrt            | Pavel Režný / Jan Kříž                        | Jan Kříž / Patrik Vyskočil                                          |
| Luigi Lucheni   | Martin Holec / Lukáš Ondruš                   | Lukáš Adam / Tomáš Savka                                            |
| František Josef | Jozef Hruškoci                                | Roman Harok / Lukáš Vlček                                           |
| Sophie          | Venuše Zaoralová Dvořáková / Renáta Podlipská | Andrea Gabrišová / Michaela Horká / Markéta Schimmerová Procházková |
| Rudolf          | Pavel Klimenda                                | Radim Bierski / Adam Živnůstka                                      |
| Max             | Jan Ježek / Roman Krebs                       | Jiří Hájek / Oldřich Kříž                                           |
| Ludovika        | Stanislava Topinková Fořtová                  | Jarmila Hašková                                                     |
| Frau Wolf       | Stanislava Topinková Fořtová                  | Pamela Soukupová / Petra Benediktyová                               |